# Dubiella
Dubiella is een geslacht van vlinders van de familie dikkopjes (Hesperiidae), uit de onderfamilie Hesperiinae.

## Soorten
- D. dubius (Stoll, 1781)
- D. fiscella (Hewitson, 1877)